# 양굳힘
양굳힘은 같은 변을 끼고 있는 두 귀를 굳히는 것 또는 두 귀를 굳힌 모양이다.